# 文緝熙
文緝熙（1853年—?），字廷楊，一字味琴，号勵勤，江西省袁州府萍鄉縣人，清朝政治人物、同進士出身。
光緒十八年（1892年），参加光緒壬辰科殿試，登進士三甲29名。同年五月，著交吏部掣签分发各省，以知县即用
与文廷式同宗。